# Doslađivanje vina
Doslađivanje vina je tehnološki proces kojim se povećava slatkost vina. Njime se povećavanje sadržaja šećera u vinu dodavanjem mošta, koncentriranog mošta ili rektificiranog koncentriranog mošta. Prirodna alkoholna jakost vina predstavlja ukupnu alkoholnu jakost u volumnim % u proizvodu prije procesa pojačavanja ili doslađivanja.
U Hrvatskoj Pravilnik o proizvodnji vina, članak 17. Doslađivanje regulira taj zahvat. 
Smije se doslađivati stolno vino i stolno vino s kontroliranim zemljopisnim podrijetlom samo:
- moštom koji ima do najviše istu ukupnu volumnu alkoholnu jakost kao i predmetno vino, ako je masulj, mošt, mošt u vrenju, mlado vino u vrenju i samo stolno vino ili stolno vino s kontroliranim zemljopisnim podrijetlom prošlo neki od postupaka pojačavanja;[1]
- koncentriranim ili rektificiranim koncentriranim moštom ako masulj, mošt, mošt u vrenju, mlado vino u vrenju i samo stolno vino ili stolno vino s kontroliranim zemljopisnim podrijetlom nisu prošli neki od postupaka pojačavanja, pri čemu se ukupna volumna alkoholna jakost može povećati najviše za 2 vol.%.[1]
- Ne smije se doslađivati uvozna vina namijenjenih potrošnji na području Republike Hrvatske.[1]

Članak 22. Dokiseljavanje, otkiseljavanje i doslađivanje regulira uvjete i granice dokiseljavanja i otkiseljavanja kvalitetnih vina. Kvalitetna vina smije se dosladiti ako u njihovoj proizvodnji prethodno nije primijenjen niti jedan postupak pojačavanja. Smije ih se dosladiti dodavanjem šećera (suhi postupak), mošta, koncentriranog mošta, rektificiranog koncentriranog mošta, a koji potječu iz iste vinogradarske podregije kao i predmetno vino, s time da prirodna se volumna alkoholna jakost smije povećati najviše za 2 vol.%. Članak 23. određuje da se postupak doslađivanja provodi temeljem rješenja Hrvatskog zavoda za vinogradarstvo i vinarstvo. Članak 26. zabranjuje doslađivanje vrhunskih vina, članak 31. zabranjuje doslađivanje kupaže i njenih sastojaka. Prema članku 33., dodavanje tiražnog i ekspedicionog likera ne smatra se doslađivanjem. Članak 42. određuje proizvode koje proizvođači aromatiziranih vina smiju rabiti za doslađivanje aromatiziranih vina. Smije biti jedan ili više doslađivača: saharoza, šećerni sirup, fruktoza, glukozni sirup, dekstroza, invertni šećer, karamelizirani šećer, koncentirani mošt, rektificirani koncentrirani mošt, med i drugi prirodni ugljikohidrati.